# Пінський курінь
Пінський курінь — піхотна частина Дієвої армії УНР. Відома під назвами Пінський курінь ім. Полуботка, Піший курінь імені Полуботка, Пінський піший курінь, Пінський полк.

## Польсько-українська війна
На середину січня 1919 Пінський полк у складі 200 багнетів входив до Ковельської групи, тилові частини перебували в Луцьку, входили в резерв північно-західного напрямку.
30—31 січня 1919 року Пінський курінь відправлено в розпорядження штабу фронту.
26 березня 1919 року Ковельська група, до якої належав Пінський полк, була розбита польським військом під Ковелем. Польське військо перейшло р. Стохід, захопило Переспу і продовжило наступ на Колки і Торчин. Командир Пінського полку Улитко часово виконував обов'язки командувача Ковельської групи. З приходом підкріплення його змінив 1-го Сірого полку полковник Ганжа. 28 березня 1919 внаслідок вдалого наступу на Стохід Ковельська група відбила ешелон з майном Пінського полку, захоплений перед тим польським військом.
У кінці березня 1919 року в Пінському полку було усього 50 боєздатних вояків.
12 квітня курінь Полуботка ввійшов до сформованої під Луцьком Холмської групи під командуванням отамана Осецького.
14 квітня 1919 року командир Пінського пішого куреня Улитко був нагороджений за відвагу, виявлену в боях під ст. Ігнатопіль, двома тисячами гривень. 14 квітня 1919-го сформовано Холмську групу, до складу якої ввійшов разом із Сірою дивізією й Пінський курінь ім. Полуботка. На кінець квітня 1919 в Пінському курені ім. Полуботка було 100 багнетів.
Холмська група була розгромлена польським військом 14—17 травня 1919 року під Луцьком.

## Офіцерська дружина
Історик Ярослав Тинченко вважає, що Пінський курінь був сформований у листопаді 1918 року як офіцерська дружина в м. Пінську, увійшов до складу армії УНР на особливих правах, згодом полонені вояки куреня включені польським командуванням до Пінсько-волинського батальйону.